# خالد اليماني
خالد اليماني (2 مايو 1960م) هو دبلوماسي يمني، ولد في عدن عُيِّن وزيراً للخارجية منذ 23 مايو 2018.

## المناصب السياسية
- في 23 ديسمبر 2014 صدر قرار رئيس الجمهورية رقم 146 لعام 2014 قضى بتعيينه سفيراً فوق العادة ومندوباً دائماً للجمهورية اليمنية لدى منظمة الأمم المتحدة في نيويورك.
- في الفترة من يوليو 2013 وحتى ديسمبر 2014 عمل نائباً للمندوب الدائم للجمهورية اليمنية لدى منظمة الأمم المتحدة في نيويورك.
- في الفترة من يناير وحتى يونيو 2013 عمل رئيساً لدائرة مكتب وزير الخارجية.
- في الفترة من يناير 2011 وحتى ديسمبر 2012 عمل نائباً لرئيس دائرة مكتب وزير الخارجية.
- في الفترة من أكتوبر 2009 حتى ديسمبر 2010 عمل كبيراً لمفاوضي الوفد الدائم للجمهورية اليمنية لدى منظمة الأمم المتحدة في نيويورك خلال رئاسة اليمن لمجموعة الـ77 والصين وأشرف على المفاوضات المتصلة بمؤتمر المراجعة للأهداف الإنمائية الألفية 2010.
- في الفترة من يوليو وحتى سبتمبر 2009 عمل نائباً لمدير مكتب وزير الخارجية.
- في الفترة من يوليو 2005 وحتى يونيو 2009 عمل نائباً لسفير الجمهورية اليمنية لدى المملكة المتحدة.
- في الفترة من يوليو 2003 وحتى يونيو 2005 عمل مختصاً فمساعداً فسكرتيراً في مكتب وزير الخارجية، مسؤولاً عن العلاقات اليمنية مع دول الأمريكيتين.
- في الفترة من يوليو 2000 وحتى يونيو 2003 عمل مسؤولاً سياسياً واعلامياً في سفارة الجمهورية اليمنية في الولايات المتحدة الأمريكية.
- في الفترة من ديسمبر 1998 وحتى يونيو 2000 عمل مسؤولاً سياسياً وإعلامياً في سفارة الجمهورية اليمنية في ماليزيا.
- في الفترة من يناير 1995 وحتى نوفمبر 1998 عمل مسؤولاً عن ملف أفريقيا في مكتب وزير الخارجية.
- في الفترة من يناير 1991 وحتى ديسمبر 1994 عمل في دائرة الإعلام بوزارة الخارجية مسؤولاً عن الإصدارات الإعلامية الخاصة بالوزارة.
- نال درجة سفير بوزارة الخارجية في القرار الجمهوري رقم 79 لعام 2013، ودرجة وزير مفوض في العام2009، ودرجة مستشار في العام 2004، حيث تدرج في السلك الدبلوماسي من ملحق دبلوماسي إلى سفير. [3][4][5][6]

| المناصب السياسية        | المناصب السياسية                                   | المناصب السياسية  |
| ----------------------- | -------------------------------------------------- | ----------------- |
| سبقه عبد الملك المخلافي | وزير الخارجية اليمني 23 مايو 2018 - 19 سبتمبر 2019 | تبعه محمد الحضرمي |